# ویلیام گلدی
ویلیام گلدی (انگلیسی: William Goldie؛ ۲۲ ژانویه ۱۸۷۸ – ۳ فوریه ۱۹۵۲) بازیکن فوتبال اهل بریتانیا بود.
از باشگاه‌هایی که در آن بازی کرده‌است می‌توان به باشگاه فوتبال لستر سیتی، باشگاه فوتبال لیورپول، و باشگاه فوتبال فولام اشاره کرد.